# Lidžjang
Lidžjang (kitajsko: 丽江), znan tudi kot Likiang, je mesto na ravni prefekture na severozahodu province Junan na Kitajskem. Ima površino 21.219 kvadratnih kilometrov in je po popisu leta 2020 imelo 1.253.878 prebivalcev, od katerih jih je 288.787 živelo v pozidanem območju (metro) okrožja Gučeng. Lidžjang je znan po Unescovi dediščini, starem mestnem jedru Lidžjanga, ki vsebuje mešanico različnih zgodovinskih arhitekturnih slogov in zapleten, starodavni sistem oskrbe z vodo.

## Zgodovina
Pred 100.000 leti je bilo tu aktivno ljudstvo iz poznega paleolitika. Odkritje jamskih poslikav v dolini reke Džinša in številna nova kamnita orodja, bronasti in železni izdelki dokazujejo, da je Lidžjang eno od pomembnih območij starodavnih človeških dejavnosti na jugozahodu Kitajske.
Staro mestno jedro Baiša je bilo politično, trgovsko in kulturno središče za lokalno ljudstvo Naši in druge etnične skupine 450 let od leta 658 do 1107 n. št. Palača Dabaoji na freski Baiša, zelo blizu Inštituta za ročno vezenje Baiša Naši, je bila zgrajena leta 658 našega štetja v času dinastije Tang (618–907).
V starih časih je bilo staro mestno jedro Baiša središče vezenja svile na jugozahodu Kitajske in najpomembnejši kraj starodavne južne svilne poti, imenovane tudi starodavna cesta čaja in konjev ali starodavna čajna pot.ref>Forbes, Andrew; Henley, David (2011). China's Ancient Tea Horse Road. Chiang Mai: Cognoscenti Books. ASIN: B005DQV7Q2</ref> Starodavna južna svilna pot se je začela iz Burme, prečkala Lidžjang, okrožje Šangri-La, Tibet, potovala skozi Iran, Rodovitni polmesec in na koncu do Sredozemskega morja.
Kraljevina Lidžjang se je podredila Kublajkanu, ko je leta 1253 vodil svoje čete proti kraljestvu Dali. Čeprav je bilo kraljestvo vključeno v Mongolsko cesarstvo in nato dinastijo Juan, je dobilo status tusi ali avtohtonega urada, ki je dal avtonomijo lokalnim vladarjem Naši. Med obdobjem dinastije Ming so bili Naši eno redkih obmejnih ljudstev, ki je takoj podprlo Minge. Ker so Naši pomagali Mingom pri širitvi na jugozahodni Kitajski, je vladarska družina dobila naziv Mu. V tem obdobju se je kraljestvo Lidžjang lahko razširilo v Sečuan in na Tibet ter na svoje ozemlje pripeljalo številna tibetanska ljudstva ter njihov kulturni in verski vpliv. Bil je pod vladavino vladajoče hiše Naši iz družine Mu (木氏) med dinastijami Juan (še brez imena Mu), Ming in Čing. Mu je bil »na tem položaju do leta 1723, ko je Lidžjang postal neposredno vključen v oblast centralne vlade Čing.
Leta 2002 je bilo ustanovljeno mesto Lidžjang, ki je nadomestilo nekdanjo avtonomno okrožje Lidžjang Naši.

## Geografija
Lidžjang je v severozahodnem delu Junana in meji na Sečuan. Je znotraj regije, ki jo obdajajo gore Hengduan, kjer se združita planota Činghaj-Tibet in planota Junan-Guidžou. Na vzhodu meji na avtonomno prefekturo Sečuan Liangšan Ji in mesto Pandžihua, na jugu pa na Džiančuan, Hečing in Binčuan tri avtonomne prefekture Dali Bai. Okrožje in avtonomna prefektura Čušiong Ji Okrožji Dajao in Jongren, zahod in sever mejita na okrožje Lanping v avtonomni prefekturi Nudžjang Ji in okrožje Veiši v tibetanski avtonomni prefekturi Dičing. Mesto ima skupno površino 20.600 kvadratnih kilometrov in upravlja starodavno mesto, avtonomno okrožje Julong Naši, okrožje Jongšeng, okrožje Huaping in avtonomno okrožje Ninglang Ji.
Zaradi nizke zemljepisne širine in visoke nadmorske višine središče mesta doživlja blago subtropsko visokogorsko podnebje (Köppen Cwb). Zime so mile, zelo suhe in sončne (>70 % možnega sonca), čeprav so povprečne najnižje vrednosti v decembru in januarju tik pod mejo ledišča; januar, najhladnejši mesec, s povprečno 24-urno temperaturo 6,7 °C. Pomlad se začne zgodaj in ostane suha in sončna do konca maja, ko pride do dramatičnega povečanja pogostosti in količine padavin, ki traja do konca septembra. Poletja so topla, deževna (bolj kot sončna) in vlažna, z junijem, najtoplejšim mesecem, s povprečno temperaturo 19,1 °C. Jeseni opazimo nenadno zmanjšanje padavin in vrnitev k soncu. Povprečna letna temperatura je 13,3 °C, medtem ko padavine znašajo povprečno 968 mm, približno 80 % pade od junija do septembra. Z mesečnim odstotkom možnega sonca, ki se giblje od 29 % julija do 80 % decembra, mesto prejme 2412 ur svetlega sonca letno.
Vlada mesta Lidžjanga sedi v okrožju Gučeng. Mesto obsega eno okraj in štiri okrožja.

## Demografija
Lidžjang je večetnično mesto. Kitajski Naši (s svojimi piktografskimi znaki) so večinoma razširjeni v mestu s približno 230.000 prebivalci (vključno z Mosuom, ki se razlikuje od večine Našijev. Pripadajo matrilinealnemu klanu in domačini temu pravijo hodeči zakon). Obstajajo tudi Ji, Lisu, Hua Lisu, Bai, Pumi in druge narodnosti. Lidžjang ima edino avtonomno okrožje Naši na Kitajskem. Med njimi je Dongba (nanaša se tako na vero kot na duhovnike ljudstva) narodnosti Naši znan kot edini živi piktogram na svetu, ki se je ohranil nedotaknjen.
Med stalnim prebivalstvom leta 2010 je bilo prebivalcev Han 537.893, kar je predstavljalo 43,21 % celotnega prebivalstva; etničnih manjšin je bilo 706.876 prebivalcev, kar je predstavljalo 56,79 % celotnega prebivalstva.

## Manjšinska etnična kultura
Naši
Ljudje Naši imajo svoj jezik. Jezik Naši spada v tibetansko-burmansko jezikovno vejo kitajsko-tibetanske jezikovne družine. Reka Džinša ga grobo deli na dve narečji. Narečja se med seboj ne morejo pogovarjati. Standardni jezik jezika Naši temelji na narečju zahodnega narečja jezika Naši, standardni zvok pa je glas mesta Dajan v mestu Lidžjang. V dolgi zgodovini ljudstva Naši sta obstajala lika Dongbaven in Gobaven. Dongbaven je hieroglif, ki ga je ustvarilo ljudstvo Naši pred več kot tisoč leti (pred dinastijo Tang). Sestavljen je iz piktografskih simbolov, fonetičnih simbolov in dodatnih simbolov. Je edini živi hieroglif na svetu, ki še vedno kroži v ljudstvu. Ljudstvo Naši običajno živi na območjih jezov, rečnih dolinah in polgorskih območjih. Zasebna stanovanja na območju jezu so večinoma hiše s ploščicami in civilnimi zgradbami. Vzorec je večinoma »tri sobe in ena stena, v gorskih predelih pa so večinoma nizke lesene hišice, ki so pokrite z lesenimi deskami. Prebivalci Naši obožujejo petje in ples, na produkcijskem delu in nacionalnih festivalih pa so pogosto množične pesmi in plesi. Trije prazniki na začetku luninega koledarja v začetku februarja so najbolj tradicionalni praznik prebivalcev.
Mosuo
Mosuo je navajen živeti v gorah in ob vodah. Hiše so vse narejene iz lesa. Tradicionalni festivali ljudstva Mosuo vključujejo Pomladni festival, Festival zmajevih čolnov, Festival Čaošan, Festival prednikov, Festival žrtvovanja Boga in Festival dežele. Med njimi sta najbolj slovesna pomladni festival in festival Čaošan. Mosuo ljudje znajo peti in plesati.
Ji
Ljudstvo Ji ima dolgo zgodovino in njihovi predniki so ljudje iz plemena Kunming, ki so povezani z njimi. V dinastijah Tang in Song so jih imenovali Vu Man. Ljudstvo Ji ima svoj jezik in besede. Jezik spada v tibetansko-burmansko jezikovno vejo kitajsko-tibetanske jezikovne družine. Obstaja šest narečij. Ljudstvo Šjaoliangšan Ji pripada severnemu narečju Šidža. Prvotno starodavni ideogram, nekateri ljudje mislijo, da je piktografski zlog. V zgodovini ljudstva Ji so pisali zgodovinske, literarne, astronomske in medicinske knjige, verske klasike itd. Večina vasi Ji je obdana z gorami in vodami, okolje pa je čudovito. Na splošno gre za dve ali 30 gospodinjstev, tri ali pet gospodinjstev, samska gospodinjstva so redka. Hiše so večinoma lesene z večstebrno podestno strukturo. Štiri stene so lesene ali ograjene z bambusom in lesom. Obstaja veliko festivalov za ljudstvo Ji, kot so lunarni festival, 15. festival, 8. februar in 3. marec, še posebej festival bakel.
Lisu
Jezik Lisu spada v kitajsko-tibetansko jezikovno družino. Ljudstvo Lisu živi na območju z visokimi pobočji. Zaradi vpliva terena in navad ni velikih vasi z desetinah hiš. Na splošno je na dveh ali treh gričih kot vas na desetine gospodinjstev. Vasi so oddaljene drug od drugega, hiše pa so večinoma lesene. Ljudstvo Lisu pozna ustne pesmi in dolge pesmi ter številne mite in legende. Vsak december bodo prebivalci Huapinga in drugih krajev priredili veliko slovesnost za praznovanje široke sezone (novoletni dan). Obstajata tudi festival zmajevih čolnov Festival Hangshan in Festival svete vode Lišja v okrožju Lidžjang Davn.
Pumi
Jezik ljudstva Pumi spada v jezikovno vejo Ji tibetansko-burmanske jezikovne skupine kitajsko-tibetanske jezikovne družine. Lokalna narečja se med seboj malo razlikujejo in se na splošno lahko pogovarjajo. V ljudstvu Pumi ni besed. Ljudstvo Pumi v Ninglangu in Muliju je črkovalo jezik Pumi v tibetanskem jeziku za zapisovanje zgodovinskih legend in pesmi, vendar niso priljubljeni in se zdaj pogosto uporabljajo v kitajščini. Ljudje Pumi živijo v več klanih, večinoma na pobočju, hiše pa so večinoma postavljene v lesenem dvorišču. Ljudje Pumi imajo svojo edinstveno kulturo in umetnost. Med njimi je največ mitov, legend in zgodb. Ljudje Pumi znajo peti in plesati. V primeru poroke ali pogrebnega praznika se izvede tekmovanje od pesmi do pesmi. Pumi moški imajo radi tudi športe, kot so streljanje, lokostrelstvo, rokoborba in borilne veščine. Najbolj priljubljen nacionalni tradicionalni festival Pumi je Ohva festival (novo leto) na osmi dan dvanajstega lunarnega meseca. Poleg tega je tu še Praznik vrtenja morja 15. v prvem mesecu in Okus novega festivala v spomladanski in jesenski sezoni žetve.

## Kulinarika
- Solata z grahovim želejem DŽidou (鸡豆凉粉)

Solata iz grahovega želeja Džidou je tradicionalna hrana, ki jo Naši obožuje. Pridelujejo ga v Lidžjangbi in spada v družino rumenega fižola. Ker je oblikovan kot piščančja glava, se imenuje piščančji grah v prahu. Fižol je zmlet v vermiceli, barva je sivo-zelena, ocvrta, solata je zelo okusna in diši. Je jed na Naši mizi.
- Lidžjang Baba (丽江粑粑)

Lidžjang Baba so lokalni fini pšenični rezanci, plus šunka, olje, sladkor in druge začimbe, ki jih temeljito premešamo, da nastane plast. Jejte zlato hrustljavo, sladko in okusno, a ne mastno.
- Naši žar (纳西烧烤)

Naši žar je tradicionalna jed iz ogljikovih hidratov, priljubljena na Lijiang Tea Horse Road. Glavna sestavina je svinjski trebuh. Koža je zlata in hrustljava, debela, a ne mastna, tanka, okus je hrustljav.
- Rezanci čez most (过桥米线)

Rezanci čez most je juha z riževimi rezanci iz province Junan, ima več kot 100-letno zgodovino. Jed postrežejo z veliko skledo vrele vroče juhe in sestavinami za juho. Juha je narejena iz piščanca, svinjske kosti in začimb, kot sta kitajski zvezdasti janež in ingver. Prav tako uporabljajo plast piščančje maščobe, da juho izolirajo in tako dlje časa ohranijo toplo.
- Erkuai (饵块)

Erkuai je vrsta riževe pogače, ime dobesedno pomeni 'kos za ušesa', sklicevanje na obliko ene od njegovih običajnih oblik. Pogosto jo postrežejo ocvrto z zelenjavo in omako málà, ki je mešanica posušenega rdečega čilija, sečuanskega popra in soli.

## Glavne turistične znamenitosti

### Staro mesto Lijiang
Staro mesto Lidžjang (丽江古镇) je nacionalno zgodovinsko in kulturno mesto. Zgrajeno je bilo v pozni dinastiji Song (konec 13. stoletja našega štetja). Stoji sredi jezu Lidžjang. Je najbolj ohranjeno starodavno mesto v slogu Naši na Kitajskem. Je na planoti Junan-Guidžou. Na nadmorski višini 2416 metrov se mesto razprostira na 3,8 kvadratnih kilometrih površine. Decembra 1997 ga je Unescov odbor za svetovno dediščino uvrstil na seznam »svetovne kulturne dediščine«.

### Jezero Lugu
Jezero Lugu (泸沽湖) je 2680 metrov nad morjem, s površino več kot 50 kvadratnih kilometrov. Povprečna globina jezera je 45 metrov, najgloblja pa 93 metrov. Jezero je čisto in modro, z vidljivostjo 12–14 metrov. Je eno najglobljih sladkovodnih jezer na Kitajskem.

### Snežna gora Žadastega zmaja
Snežna gora Žadastega zmaja (玉龙雪山) je med 100°4′2”-100°16’30” vzhodne zemljepisne dolžine in 27°3’2”-27°18’57” severne zemljepisne širine. Slikovito območje obsega 415 kvadratnih kilometrov. Glavni pahljačast vrh je 5596 metrov nad morjem. Sneg goro pokriva vse leto in razvije zmerne ledenike, ki so najbližje ekvatorju na evrazijski celini. Snežna gora Žadastega zmaja se v Našiju imenuje Oulu, kar pomeni 'srebrna gorska skala'. Njegovih posrebrenih 13 snežnih vrhov je neskončnih, tako kot zmaj, ki leti nad oblaki, se imenuje Žadast zmaj. Ker je njena litologija pretežno iz apnenca in bazalta, je črno-bela, zato jo imenujejo tudi »črno-bela snežna gora«. Ona je gora src Našijev. Rečeno je, da ljudje Naši ščitijo bogove inkarnacije »še treh«.

### Gora Laodžun
Gora Laodžun (老君山) je kombinacija treh slikovitih točk na državni ravni v Snežni gori Žadastega zmaja, sotočju Treh rek in jezeru Cangšan Erhai. Je pomemben del slikovitega območja snežne gore Julong. To slikovito mesto v glavnem sestavljajo Laojunšan Džjudžju Longtan, tovarna Džinsi Džinšan Juhu, naravna oblika Davn Meile Danšja, nov glavni naravni alpski botanični vrt in druga območja (zanimivosti) s skupno površino 715 kvadratnih kilometrov, ki je v načrtovanju in razvoju. Ekoturistično letovišče. Tvori vzhodno in zahodno krilo turističnih virov Lidžjanga.

### V bližini
Približno 35 kilometrov severno od Lidžjanga je terasa Baišui (白水台; bái shuǐ tái; Terasa z belo vodo), območje, kjer izvirska voda teče čez sintransko teraso in za seboj pušča travertin.
Petnajst kilometrov severno je vas Baiša, znana po freski Baiša in Inštitutu za ročno izdelano vezenje Naši. Freska je bila izdelana v dinastiji Ming pred 600 leti, Naši Handmade Embroidery Institute je bil ustanovljen pred 800 leti, je sedež vezenin Naši in tudi šola za vezenje Naši. Tam je veliko mojstrov vezenja, učiteljev, študentov in lokalnih kmetov. Tam lahko najdete njihove umetnosti vezenja.

## Pobratena mesta
- Kazan, Tatarstan, Rusija[12]
- Roanoke, Virginia, ZDA
- New Westminster, Britanska Kolumbija, Kanada
- Takajama, Gifu, Japonska
- Shepparton, Victoria, Avstralija
- Whanganui, Nova Zelandija
- Preah Vihear Province, Kambodža[13]